# ارته‌برزن
اَرته‌بَرزَن نام فرزند ارشد داریوش بزرگ هخامنشی بود که سال‌ها فرماندهی گارد جاویدان را به عهده داشت.
نام ارته‌برزن به معنی «والایی ارته (حق)» است. (مقایسه با آریوبرزن «والایی آریا، به تعالی رساندن آریا»).
داریوش بزرگ از همسر اول خود دختر گئوبَروه که قبل از رسیدن به مقام شاهی با او ازدواج کرده‌بود سه پسر داشت و از آتوسا دختر کوروش بزرگ چهار پسر داشت که بزرگترین پسرش از همسر اولش ارته‌برزن نام داشت و چون بزرگترین پسر بود شاهی را حق خود می‌دانست از طرفی خشایارشا پسر ارشد آتوسا چون نوهٔ کوروش بزرگ بود شاهی را برای خود می‌خواست که سرانجام به دلیل اینکه ارته‌برزن قبل از شاهی پدر به دنیا آمده بود اما خشایارشا پس از رسیدن پدر به این مقام به دنیا آمده بود، به ولیعهدی شاهنشاهی هخامنشی برگزیده شد.